# ヴォジャノーイ

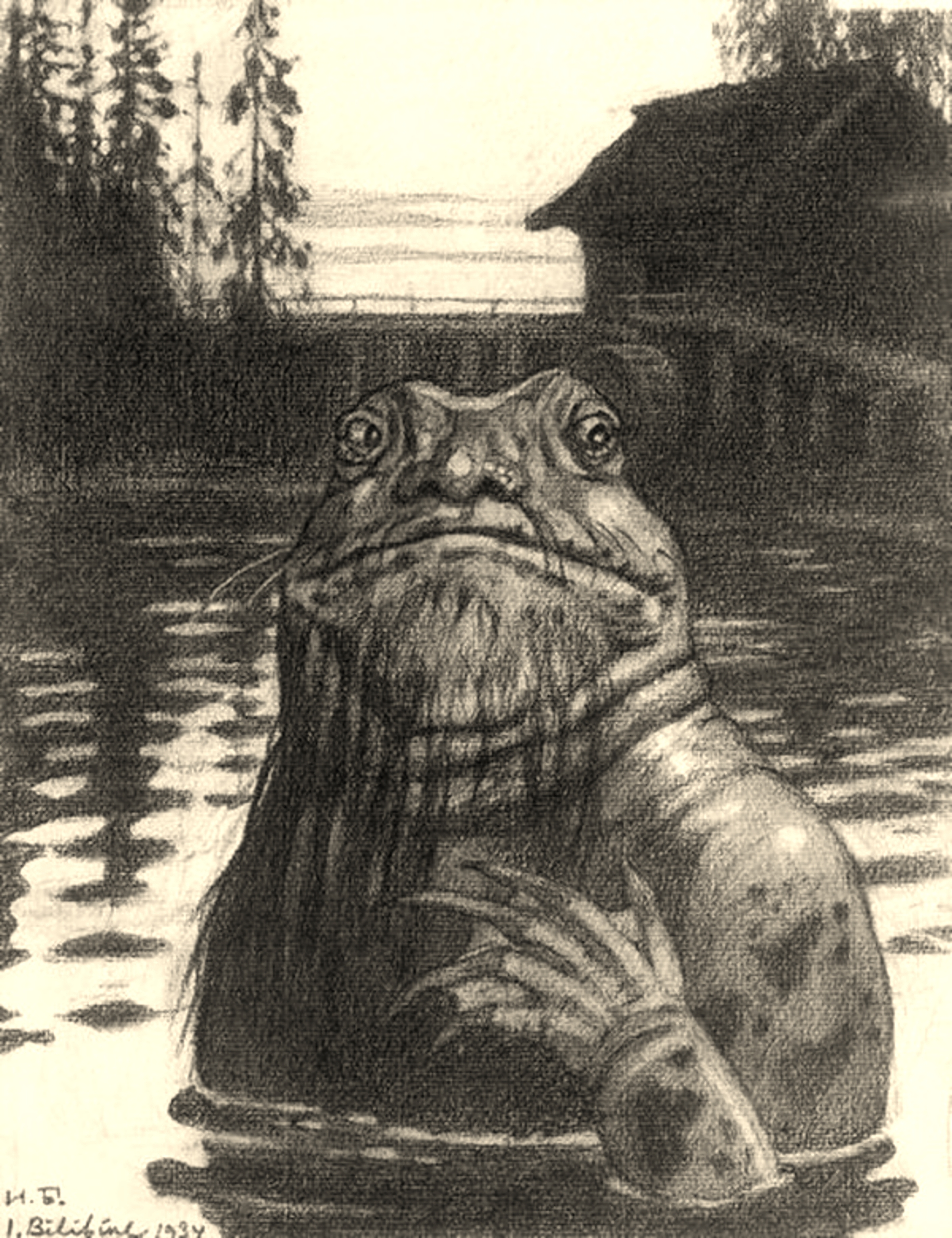
ヴォジャノーイ（イヴァン・ビリビン画、1934年）

ヴォジャノーイ（ヴォヂャノーイ、ヴォジャノイとも。ロシア語: водяной ラテン文字表記例 Vodyanoy, Vodianoi, Vodjanoj、ウクライナ語: водяник）は、東欧に伝わる男性の水の精で、魚の支配者である。その名前は、水を意味する単語「ヴォダー (voda)」に由来し、「水の精」を意味する。
同様の水の精が、チェコやスロヴァキアでも信じられている。ヴォドニークという。
ヴォドニークの語源も「水（ヴォダ）」である。また、スロヴェニアのポヴォドニ・モシュ（あるいはヴォデニ・モシュ）、セルビアのヴォデニ・チョヴェク（あるいはヴォデニャク）に相当するとされる。
ポーランドには、トピェレツ（「溺殺者」）と呼ばれる水の精がいる。この語源は「溺死させる」という動詞「トピチ」である。

## 概要
男性の水の精である。
ロシアではヴォジャノーイやヴォジャニク等と呼ばれる。
ロシアの伝承では、普段は太鼓腹で、おたふく顔な全裸な老人であるが、禿げている、いや緑の髪や髭をもつ、葦・藺の帽子・帯をまとう、いや緑苔に覆われるのだ、など描写が交錯しており、他にも鱗の生えた怪物のような描写もある。変身能力があるので、異なる外見もそのせいだとかたづけている説明もみられる。怒ると堰や水車小屋を破壊し、また、人間や動物を捕らえて溺死させるともいわれる。よって漁師、粉ひき小屋の主人、などは、生贄などを供物に捧げてこれを鎮めるという。
人間を嫌い、これを襲って水中に引き込み、あるいは水泳や沐浴者を捕まえて溺死させたりする面がある一方、嵐の時には漁師や水夫を助けることがあり、また、豊漁をもたらすとも言われているため、人々は彼らに供物を捧げていた。

## ロシア
ヴォジャノーイ（異表記：ヴァディヤノイ）や、あるいはディエドゥシューカ・ヴァディヤノイ（Дѣдушка-водяной、 děduška vodyanoy）、"水祖父さん"）、またはヴォジャニク（異表記：ヴァディヤニク、водяникъ、vodyanik）と呼ばれる。

### 生息地
ロシアでは、渦巻く淵（омут）、構造盆地/窪地（の水たまり）や川・沼・湖の渦潮に棲み、特に水車小屋（の水車や水門）のそばを好む。沼沢地に棲むものはボロトニャニク（Болотняник）とも呼ばれる。ひとつの水車の羽根の下に、複数のヴォジャノーイが潜伏していることもあるという。

#### 宮殿・石室・家畜
昼間は宮殿に潜んでおり、夕方になると宮殿を出て活動を始め、脚で水を叩いて遊ぶ、ともいわれる。彼らの宮殿は水晶で出来ており、さらに沈没船から調達した金銀および魔法の石で装飾されているという。別の描写では、淵の底、葦や菅を分け入るなかに巨大な石室を建設している、といわれる。そして水中に家畜を飼っており、牛・馬・豚・羊の群れを地上で放牧する。

### 外見

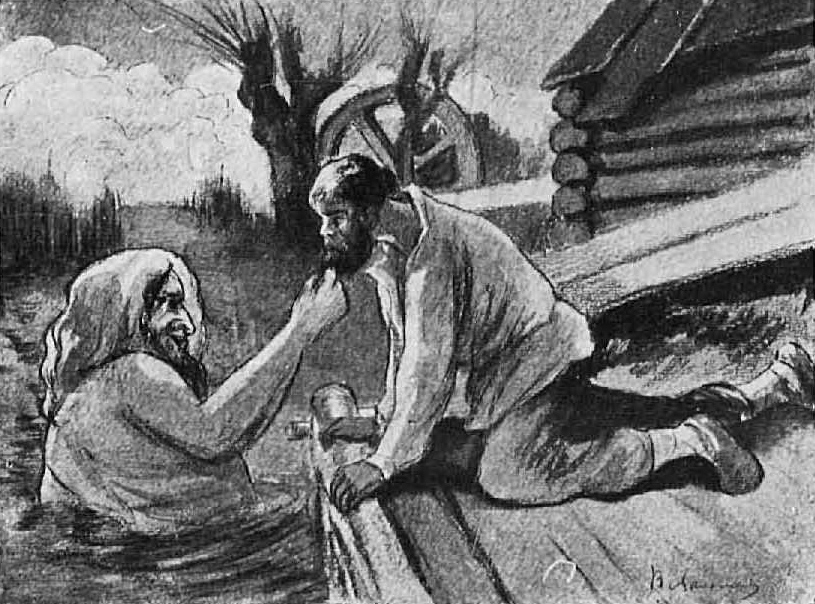
「ヴォジャノーイ」―V・マルィシェフ（画）、1910年

ヴォジャノーイは、通常は太鼓腹でふくれた顔の裸の老人の姿をしている、とされる。あるいは、まるっきり裸ではなく緑苔まみれで、緑の茅でできた高帽子と帯（ベルト）をしている、という説明もみえる。
緑の髪と（長い）緑色の髭を持つ老人の姿、ともいわれる。この髭は、月が欠けると白くなるのだという。ヴォジャノーイは不死でかつ、月相に合わせて老いたり若返ったりするとされており、満月の日にその力は最高潮に達し、非常に危険な存在となるという。月明かりの夜であれば、その掌（ладонь、あるいは獣の前足）で水を叩いている音が、水辺にそって響き渡るのだという。
また、全身を苔で覆われた巨漢ともされる。
あるいは、漆黒で巨大な赤い目をしており、鼻は長い（漁夫のブーツほど）ともいわれる。または。あるいは、人面だが、足指が巨大で、手でなく獣の前足を、長い角と尻尾をもち、目は赤熱した炭のごとく、だったともされる。
ヴォジャノーイは様々な姿に変身できる。様々にことなる外観の描写が寄せられているのは、この変身のゆえとの考察もある。ある伝承では、夜になるとはい出てきて水辺で髪を梳かしているところを目撃される、というが、異文では裸の女性の姿で髪を梳かすのを目撃されるのだという。
あるいは、苔で覆われた大魚、ボルゾイ犬、海老や、丸太、さらには小さな翼で水面すれすれに飛行する木の幹など、様々な姿で目撃される。また村にいれば人間の姿になりすますが、湿った衣服で正体はばれるという（ § 供物と恩恵の市場の穀物価格を参照）。

### 供物と恩恵
水車小屋の水車や引水をいじって妨害するので、水車の持ち主（粉ひき屋）は、この水霊との関係をうまく保たないと経営できない。人間が水の流れを制御することを嫌い、水門（の土手）を壊そうとすることもある。小屋を壊された例も報告される（イリメニ湖等）。水車小屋を持つとき、豚・牛・羊・人間を対象として、生贄に捧げると約束するだけでよい；するとやがてその犠牲者を回収しにやってきて溺死させるのだという。異聞では、黒い雌豚を捧げたり馬や鶏を屠って水中に投じるか、黒い雄鶏を埋めて供物とし、水車小屋を守る。また往時の頃までは、ヴォジャノーイの機嫌を取るため、遅い時刻に道行く人を水路に突き落とす粉ひき屋もじっさいにいたということだ。
ヴォジャノーイは、結婚（ § 家族を参照）の宴で酩酊すると、水位を上昇させて、堤防や橋や粉ひき小屋を破壊するという。また、初春の頃、氷を割り水を波立たせるので、供物をささげねばならない。波浪や咆哮は空腹のためで、食べ物の催促だという。季節的には、蜂蜜を塗りたくった馬を生贄にせねばならないとも伝えられた。
漁師もヴォジャノーイに取り入れば恩恵（豊漁）を期待できる。漁師は、最初にとれた魚や煙草を捧げたり、祝福の飲み物、特に年長者が溶かしたバターか油を水域に注いでヴォジャノーイに捧げた。漁師が網でとらえてしまったヴォジャノーイの子を返還すると、約束の褒美通り網一杯に魚がかかるようになった、という逸話がある。
また、その行動で豊作か凶作かを予見できるという。村の市場に人間に扮してあらわれるが、上衣（балахон）の脇から水分が染み出ているのが目立って丸わかりだという。この者を観察して、もし穀物を高値で買いにくるようであれば、その年は高値続き、すなわち凶作が示唆される。もし安く買いにくれば、パンの値段も安くおさまるという。

### 乗物
ヴォジャノーイは魚の支配者で、その力によって魚（豊漁）の恩恵も授けられるという。そして特に大ナマズ（сом; Silurus glanis）にまたがって水中を移動する。しかし、往々にして牡牛、牝牛、馬が水に入るとこれを捕まえ乗物とし、鞍を載せ、"沼地にて乗りつぶす"。農家はその家畜に水を渡らせるとき、そのような難に合わないように、十字を切って（ペルーン神の武器の印）渡るという。

### 人間襲撃
ヴォジャノーイはまた、人間を嫌い、隙をついて水中へ引きずり込むこともある。日没後に水浴する男女を捕まえるともいう。民間信仰では、水泳や沐浴のさいには、十字を切るとその魔除けになるといわれる。一説によれば、溺死者が深層の宮殿（上述）にたどりつくと、やつらの奴隷になってしまう。ある逸話では、猟師が（水面に撃ち落とした）カモを取りにいこうとして襲われ、首に指跡が残ったという。ウクライナでは子供が水浴びにいくとき、ある小唄を歌うよう躾けられる 。
オロネツ地方のある湖に生息していたヴォジャノーイは、人間を食料にするために水中で待ち構えていたが、この地方の人間達が皆用心深く、水浴びや水汲みに湖に現れることが殆どなかったため、住居を移そうと決め別の湖へ移動していった。その際に、脚に小さな島が引っかかり、河の中に落ちた。その島は今でも人の肉眼で目視できると言われている。

### 家族構成
妻を持つと言われ、"女の水精（「水の乙女」）や溺れて死んだ[り父母に呪われた不幸な]人間の娘たちを娶って妻にする"が、「水の乙女」とはまたルサールカなどと呼ばれる。マーハルによれば、111人の娘らを設けており、彼女らは溺れた人をさいなませるという。

## チェコおよびスロヴァキア

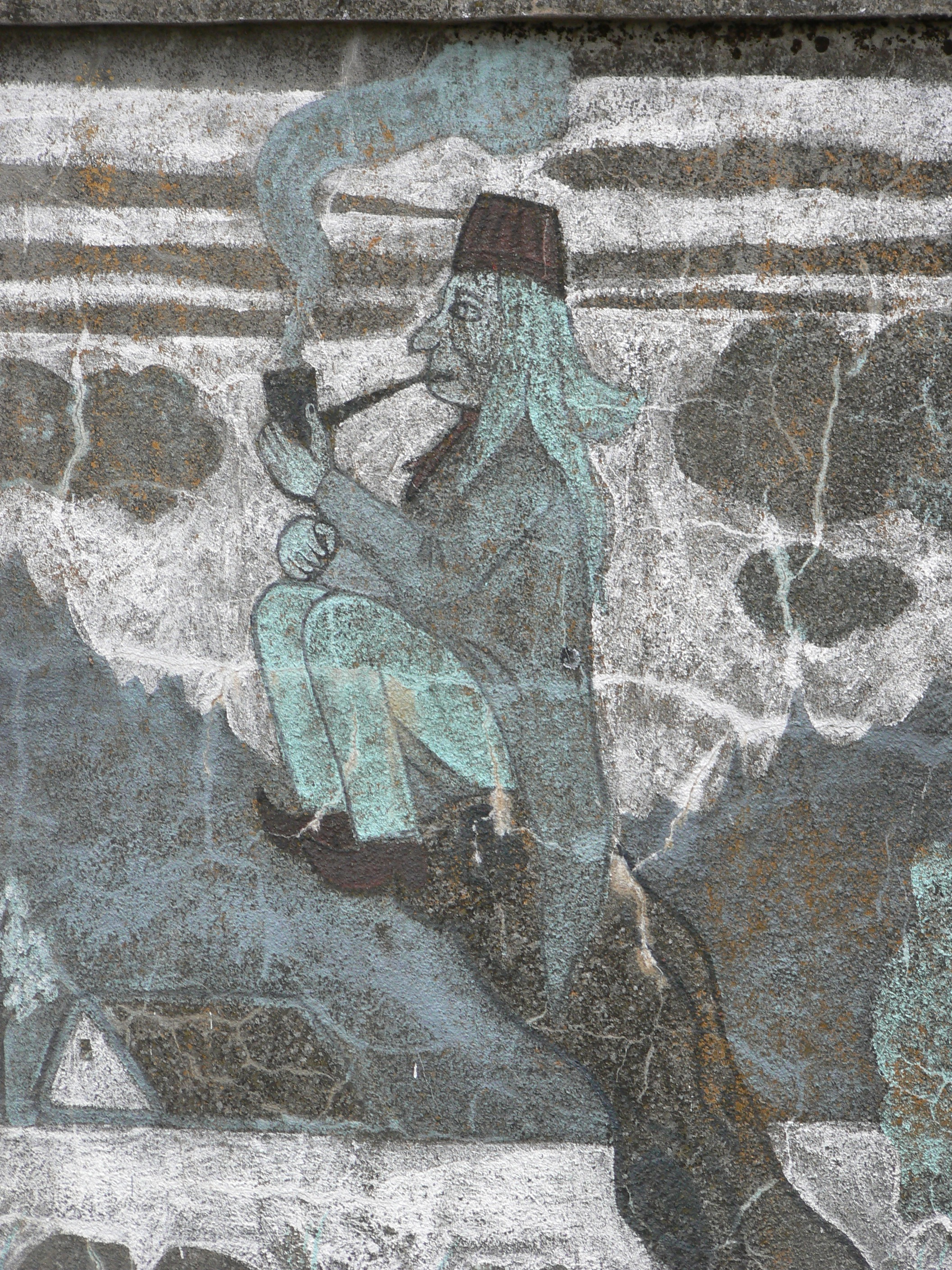
ヴォドニークの典型的描画（チェコおよびスロヴァキア伝承）

ロシアのヴォジャノーイに相当するのが、チェコ伝承やスロヴァキア伝承のヴォドニークである。ドイツ語の資料では直訳して"Wassermann" （ヴァッサーマン、「水男」）を充てる。
この西スラヴ語系の水の精も、東スラヴ語系（ロシア、ウクライナ）のそれとのさまざまな相似点や共通点がみられる。ヴォドニークの特徴としては、リボンを使って人間をおびき寄せて捕らえる点でが挙げられる。
チェコやスロヴァキアのヴォドニークも、普通の人間の姿になりすますこともしばしばだが、衣服が濡れそぼって水が滴りその正体の見極めがつけてしまうという。商人のふりをしてもリボンなどを売っていたりするが、リボンは水辺の草にくくり付けたりなどさまざまである。体が緑色との描写も見えるが、スロバキア版ではさらに長髪、髭生えともいわれる。チェコには、水魔はふだんは人間の姿だが、カエルに変身できるとする独特の伝承があるが 、水魔自身ではなく水魔の妻がカエルの姿をしているというモチーフのほうがチェコやそれよりもスロバキアに一般的である。
ヴォドニークもまた、恩恵ももたらすが、脅威にもなりうる存在である。ヴォドニークは、捕らえた溺死者の魂を壺に閉じ込め、水中の館に収集しているが、これらを解き放つと昇天することがかなえられ、または息を吹き返すこともある、と説話に語られる。

### チェコ

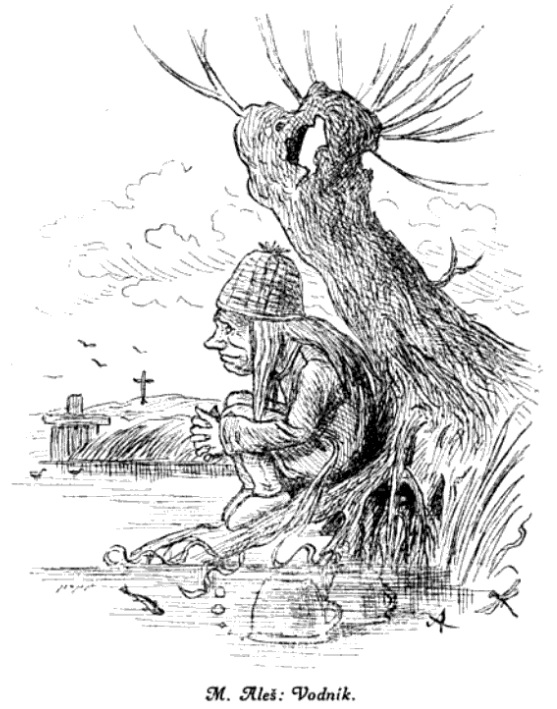
ヴォドニーク―ミコラーシュ・アレシュ画（1921年）

チェコのボヘミア地方の「水男」は、ヴォドニーク（vodníkやドイツ語からの外来語のハストルマン（Hastermann等）と呼ばれている。しかし古い文献から古来の名称はたどれていない。どの大河、小川、池にも一匹は住んでいるとされる。おなじ流水や湖水に複数いることもあるが、仲が悪いので距離をとって住んでいる。ヴォドニークは人間の女性と恋愛関係になることもあり、築いた家族は一緒に棲んでいる（が、独身者は一人ぼっちである）。沼沢にいるのは野生種で、葦のあいまなどに棲んでいるが、河川のものは、水底の広い世界のなかの水晶の館に棲んでいるという。館には捕えた溺死者の魂を壺に入れたコレクションが収納される。
チェコの水男も、水車小屋（粉ひき小屋）の近くに住んでいると伝わる例がみられる。

#### 外観

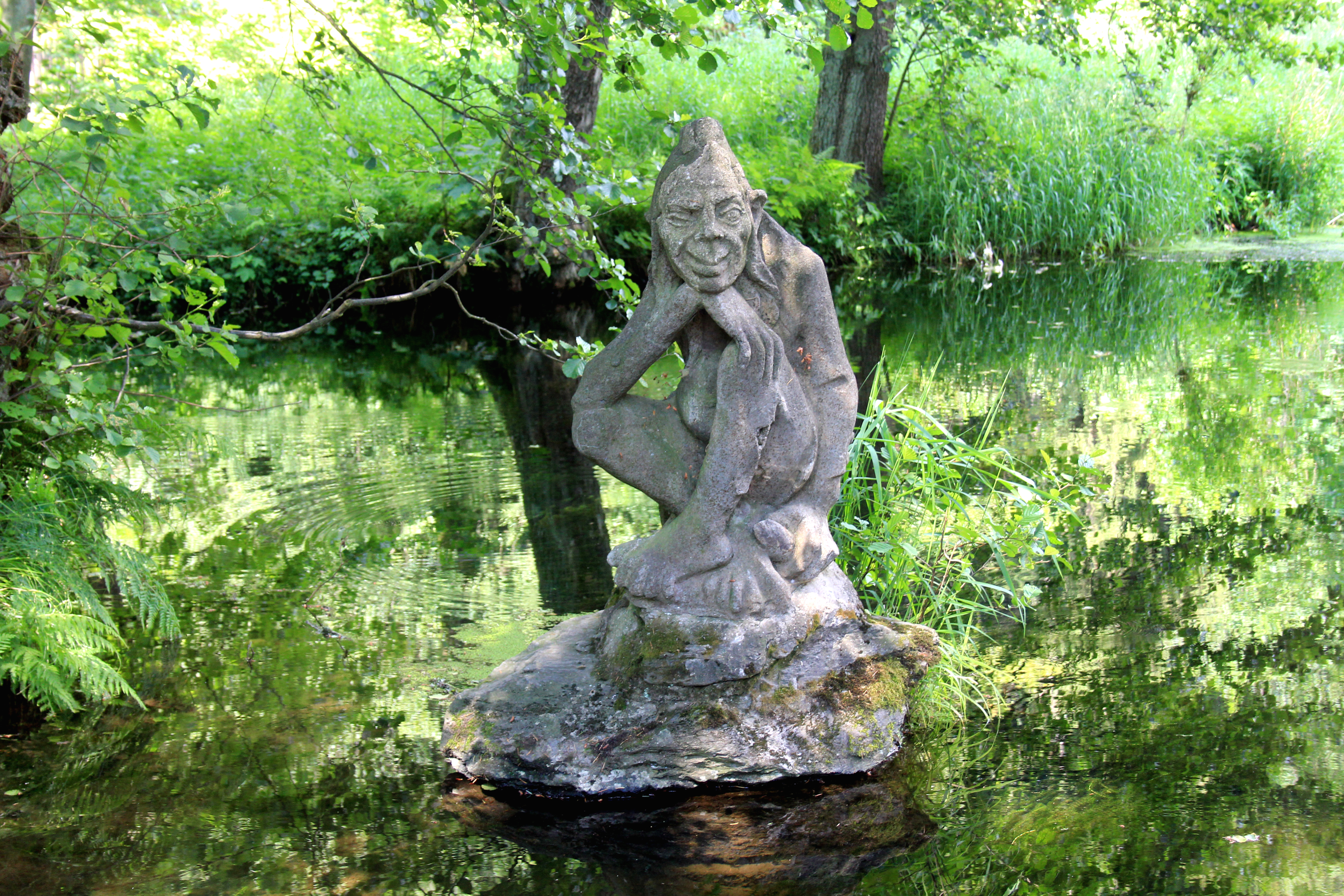
チェコ北部ペクロ集落のヴォドニーク像。―ヨゼフ・マレク 作（1960年）

網を打つヴォドニークというものの描写では（ § 人狩りを参照）緑色の男とされ、溺死者を狩らない定休金曜日には、水中からはい出て緑色の髪を梳いているのがみられるという。しかし、多くの口碑では、普通の人間の姿をして現れる（ § カエル形態のそれも、最初は人間)、または池のはたの行商人の姿をして、濡れそぼつのコートを着ている（プジェシュティツェ町の北の池の伝）。また、市場に現れて町人に「緑の男」と呼ばれるとされているが、これは人間の姿で、緑色のコートを着ているからで、ただしコートの右の先っぽ（šos）がいつも濡れており、左の親指が欠けているのが特徴だという。かつて市場の店は、この者に買ってもらうと繁盛すると迷信していた。

#### 人狩り
チェコの「水男」は、人間をおびき寄せて水に沈め溺死させるが、特に夕刻の水浴は危険である。しかし溺死する運命のもの以外は狩ることはできないのだという 。漁師は、溺れかけている人間の救出をためらうといわれ、ヴォドニークの邪魔をすると験も悪くなり、やがて自分も溺れる羽目になると信じられていた。
ある例では、「水男」は、みえない細糸の網を川の端から端に張っており、人間を捕まえるとされる。しかし金曜日は休日で、その日は網の修理や、髪の手入れで過ごし、人狩りにはでない。
行商人の「水男」は、一説では水辺で棚のようなものを出して出店し、その棚に色々な雑具を掛けならべるのだという。行商人（kramář）のヴォドニークが人間を「釣る」ための売り物は、色とりどりのリボンであると語られる（チェコ語: stuha、複数形 stuhy；または pentle、指小辞 pentlička 等などと表現を変え、多例で語られる）。プラハ市のポドスカリー (プラハ)地区では、ヴォドニークが夜分、筏（vor、処格複数形 vorách）に載っていると語り草になっており、赤リボンを水面の上に垂らして子供をおびき寄せ溺れさせるので、用心せよと触れ回られた。また、赤毛の若者の姿のヴォドニークは、緑の衣装だったが、村の老婆が緑のリボンを買っても、家に帰宅して取り出すと草になっていたという。
「水男」は、捕獲した魂を水中の城館に貯蔵するとされる。例えばモルダウタイン（現今のティーン・ナト・ヴルタヴォウ)の話例では、土器/陶器（ドイツ語: irdenen）の壺に水漬けとなった魂たちだった。貧しい日雇い女性一家の出身の長女が、ハストルマンの女中になるが、掃いたそばから金粒が出るので富を蓄える。いちど、禁じられていた壺を開けてしまい、弟の魂をみつけるが、赦しがでる。しかしやがて故郷が恋しくなり、逃げ出すと決意、すべての魂を解き放つ。ハストルマンが追ってくるが、兄弟のまだ住む家に無事に帰りつく。

#### カエル形態
ある話型のボヘミア地方例では、プジェドムニェジツェから来る男が実は「水男」でトゥジツェの肉屋の常連だったが、いつも注文の肉を指さす癖が癇に障った肉屋はある日、その客の指を斬りおとしてしまった。二日後、肉屋がイゼラ川沿いの道を歩いていると、巨大なカエルに遭遇し、つられてついていくと、傷つけた客に変身し、肉屋は水に引きずり込まれてしまった。
マテイ・ミシチェク[仮カナ表記]が編纂した『モラヴィア話集』所収「ヴォドニークの妻」（ただし、ボヘミア方言より、と記される）では、身重のヴォドニークの妻(vodníkova žena) が、家政婦のリドゥシュカ（Liduška）のところへやってきて、産まれる子の名付け母になれ、とせまる。多少の設定の違いがあれども、これは広く伝搬したスロバキアの民間伝承としてポリヴカが解説している話型とおおむね粗筋がおなじである。こちらのチェコ版では、留守にしていなかったヴォドニークが帰ってくる結末になっているが、赤いリボン（červené mašle）の姿にかたちを変えていた。リドゥシュカはこれを察知、彼女はヴォドニークが赤リボンのふりをして、川辺で干し草を掻き集める少女たちを襲うことを思い出したのであった。
ユングブンツラウ（ムラダー・ボレスラフ）の逸話/伝説では、「水男」はイゼラ川に二つの館を居にかまえていたという。粉ひき小屋（水車小屋）近くでは、ヴォドニーク本人が目撃され、全身緑色で、繊維状の緑藻で覆われていた。その妻はレンガ小屋のそばで目撃され、半女半魚の姿だったという。

### スロバキア
スロバキアではヴォドニークは、「水男」を意味するヴォドニー・フラプ（vodní chlap）とも呼ばれる。あるいはモレク（molek。異綴り：モロク molok）という「水の精霊」の名が相当するともされる。
ヴォドニークたちが妻を奪い合い死闘を繰り広げた逸話が、スロバキアのオラヴァ地方、ドルニー・クビーン郡の森の湖を舞台に伝わる。その森で農夫が苔むした男に遭遇し、クリヴァン (村)の湖からきたというその「水男」が追っている、自分の妻を寝取ったヴォドニー・フラプがいる湖へ案内する。農夫は、潜っていくのを見守る。水中でなにが起こるかは、浮上する泡でしかわからないが、白泡のうちはよいが赤い泡は危険と教わっていたので、農夫は逃げた。
スロバキアの民間伝承でも、魂が捕えられているヴォドニークの壺（vodníkove hrnce）について語られており例えば旧トレンチェーン城県（現・トレンチーン県）に採集例がある。また、北東部のBoky村（現 Budča 村に編入）では渓流にヴォドニー（vodný、「水の（者）」）が住んでおり、魂とじこめ用の壺を、クロイツァー貨幣で 支払って買っていたという伝聞がある。

#### 出現例
また、Boky 村の伝承として、ヴォドニークは長い髭を蓄えており、裸かと思ったら、側面から水がしたたるブラウス（halena）を着ている、という。衣服が例えばコート（kabát）なら、その左側がかならずびしょぬれに水を滴らせているので、正体を看破できるともいわれる。異聞によっては、たなびくような長い髪をもち、あるいは皿（tanier）のように大きならんらんと輝く眼をしている。また、小川のなかから「小さな緑色少年」が現れたという目撃例があったという。
ヴァーフ川のある船乗りが見たというヴォドニークは、人間の体に黒い雄羊のような頭をしていたという。また別の者は緑の髪と緑の衣服のヴォドニークをみたのだとしている。
スロバキアのヴォドニークもまた、リボンを用いて人間を狩ろうとする。そうした伝承例は西部のブラチスラヴァ首都圏内や、ニトラ市にみつかる。

#### カエル妻
スロバキアのヴォドニークの妻（vodníkova žena）は、カエルの姿をしていると伝わる。一例では、カエルに変身してでてきて、農耕夫に食事をふるまわれ、返礼に自分の棲み家で男をもてなす。より複雑な粗筋を持つが、広く伝搬している話型として、カエルのような女性が妊娠した腹でフロン川を這いあがってきて、川で洗濯する女性に、産まれてくる子の名付け親を引き受けさせる。しばらくすると下男（溺死者が務める）がやってきて、子が生まれたと告げ、女性を導き、魔法の杖で川中の岩を割り、現れた階段の下の館に連れて行く。ヴォドニークの妻は、掃き掃除を命じるが、掃いた塵芥は集めて持って帰るようにとのことだった（のちに金銀だったと判明する）。ただし注意事項として、蓋した壺に触れてはならなかった。女性は言いつけに背き、中に魂が閉じ込められると知った。そして、二重の壺のなかには、自分が溺死で失った二人の子供の魂がこめられていた。子供らは、閉じ込められて昇天できないと訴える。女性は脱走を決め、子供らを容器に入れて持ち去った。ほどなく川から子供らの水死体が挙がり、子らが命を吹き返した。
この話型はATU分類では、ATU 476* "カエルの家のなか[仮訳] In the Frog House "型に分類される。この「カエルの家のなか」分類は1961年初版ではハンガリーの類話を唯一例として誤って発表されたが、改訂されており、他にもスロバキアやチェコはもちろん、ブルガリアやポーランドの類話が列挙でき、比較参考の話例もスロベニアなどにみられる。

## ドイツ
ドイツ東部のスラヴ系ヴェンド人の伝承によれば、彼らの信じる「水男」（ドイツ名：ヴァッサーマン）は、ときおり市場に現れて穀物を買っていくが、高く買えば高値（不作）の予兆であり、安く買えば、その年のパン代は安定する。

## 文化的な言及
ヴォジャノーイを取り上げた芸術作品など。

### 文芸
- スロベニアのフランツェ・プレシェーレンの詩『ポヴォドニ・モジュ』（Povodni mož、「水男」、1826年）では、ウルシュカ（Urška）というリュブリャナ出身の浮気性の女性が、美男の心を射止めたと思っていたところ、ポヴォドニ・モジュ（≒ヴォジャノーイ）だったという粗筋である。この詩は『カルニオラ公国の栄光（英語版、スロベニア語版）』百科事典（1689年）所収の逸話を元にしているが、これによれば1547年7月リュブリャナの広場の舞踏会でウルシュカ・シェファーイェヴァ（Urška Šeferjeva）という女性が男に連れ去られてリュブリャニツァ川に去っていった[105]。
- カレル・ヤロミール・エルベンの詩「Vodník」は、『詩の花束（英語版）』（Kytice、初版1853年）所収の第9詩歌。ドヴォルザーク作曲の交響詩のインスピレーションとなった。
- C・J・チェリイ のファンタジー三部作『ルサルカ（英語版）』（1989年）・『Chernevog』（1990年）・『Yvgenie』（1991年）に Hwiuur という名のヴォジャノーイのキャラクターが登場する。
- チャイナ・ミエヴィル のファンタジー連作《Bas-Lag》シリーズにおいてヴォジャノーイは水魔法に秀でた水棲人であり、小説『ペルディード・ストリート・ステーション（英語版）』（2000年）では、ヴォジャノーイの船場積荷員がストライキし、水魔法で航路を封鎖する。
- ミロシュ・アーバン（英語版）の小説『Hastrman』（2001年）。原作の第一部はチェコで映画化（2018年）。
- カレル・チャペック著の児童文学『長い長いお医者さんの話』（邦訳2000年、原題：Devatero pohádek、1932年）所収「カッパの話」（原題：Pohádka vodnická）。中野好夫の邦訳ではカッパと訳されている。
- まきあつこ著；降矢なな（画）の絵本『ヴォドニークの水の館』（2021年）[62]。

### 音楽
- アントニン・ドヴォルザーク の交響詩『水の精』の原題が Vodník（1896年）。
  - ドヴォルザークのオペラ『ルサルカ』にもヴォドニークが登場。

### 動画
- 映画『Jak utopit dr. Mráčka aneb Konec vodníků v Čechách』（英語題名：en:How to Drown Dr. Mracek, the Lawyer、1974年）は、ボヘミアのヴォドニークの末路をコメディタッチで物語る。